# Herre! Israel råber til dig
Herre! Israel råber til dig (Deens voor Heer, Israel roept tot u) is een compositie van Niels Gade. Het is een motet voor gemengd koor en orgel. Het koor bestaat uit de volgende samenstelling:
- sopranen
- alten
- tenoren
- baritons